# Café Bank Sportif
El Café Bank Sportif fue un equipo de fútbol de Guinea Ecuatorial que militó en la Primera División de Guinea Ecuatorial, la liga de fútbol más importante del país.

## Historia
El Café Bank Sportif tuvo su primer antecedente conocido en el fútbol de Guinea Ecuatorial en la temporada 1996. Ese año se proclamó campeón nacional de Primera División, aunque no se sabe si el club ya había participado en ediciones anteriores del campeonato o si se fundó durante ese periodo. Como campeón nacional, el club se clasificó para la Liga de Campeones de la CAF, donde se enfrentó al Munisport del Congo. En el torneo continental, cayó derrotado en ambos partidos, por 4-1 y 1-0, y fue eliminado por un global de 5-1.
En 1998, el Café Bank Sportif regresó a Primera División, quedando subcampeón por detrás del Sony de Elá Nguema. En la temporada 2000, compitió en la fase de la Región Insular de la Primera División, clasificándose como uno de los cuatro equipos para la Liguilla nacional. No hay información sobre su posición final en la competición, pero se sabe que no terminó entre los dos primeros. En este año, disidencias en el club llevaron a la creación de otro club, el Renacimiento FC.
En la temporada 2000/01, el club volvió a clasificarse para la Liguilla nacional, terminando la competición en 4º lugar. En 2002, partició en la fase regional de Malabo, lo que indica que el club tenía su sede en esa ciudad, pero el club no se clasificó para la liguilla.
En 2003, el Café Bank Sportif volvió a participar en la fase insular de la Primera División, pero no terminó entre los cinco primeros. Después de esa temporada, el club no volvió a participar en competiciones nacionales ni continentales.

## Palmarés
- Primera División de Guinea Ecuatorial: 1

1996

## Participación en competiciones de la CAF
| Temporada | Torneo                            | Ronda      | Club      | Casa | Visita | Global |
| --------- | --------------------------------- | ---------- | --------- | ---- | ------ | ------ |
| 1997      | Copa Africana de Clubes Campeones | Preliminar | Munisport | 0-1  | 1-4    | 1-5    |